# Orchestre symphonique de Bretagne
L’Orchestre symphonique de Bretagne (OSB) è un'orchestra sinfonica francese. Prima di aprile 2012 si chiamava semplicemente l'Orchestre de Bretagne.

## Storia
Fondata nel 1989 per riempire l'assenza di concerti sinfonici nella regione bretone, è composta da 44 musicisti. La sua attività è divisa tra la stagione operistica dell'Opéra de Rennes e i concerti che dà in tutta la regione, in Francia e all'estero.
Dalla fine del 2011, il direttore musicale è Darrell Ang e il direttore generale Marc Feldman.
All'inizio del 2015, l'Orchestre Symphonique de Bretagne ha lanciato la propria etichetta discografica.

## Repertorio
La stagione 2012/2013 è una delle novità. Tre assi illuminano la stagione. 
- Les essentiels : l'OSB è la casa di Mozart, Beethoven, Bach, Vivaldi… i grandi compositori, le grandi opere del repertorio classico.
- Taliesin : La Bretagna è al centro di una cultura ricca e unica, l'OSB offre un programma in cui la cultura celtica occupa tutto il suo posto.
- Orchestre se lâche : l'universo musicale è vasto e diversificato, OSB include questa diversità nella sua stagione come opera sinfonica del jazzman Dave Brubeck e suo figlio Chris.

## Galleria d'immagini

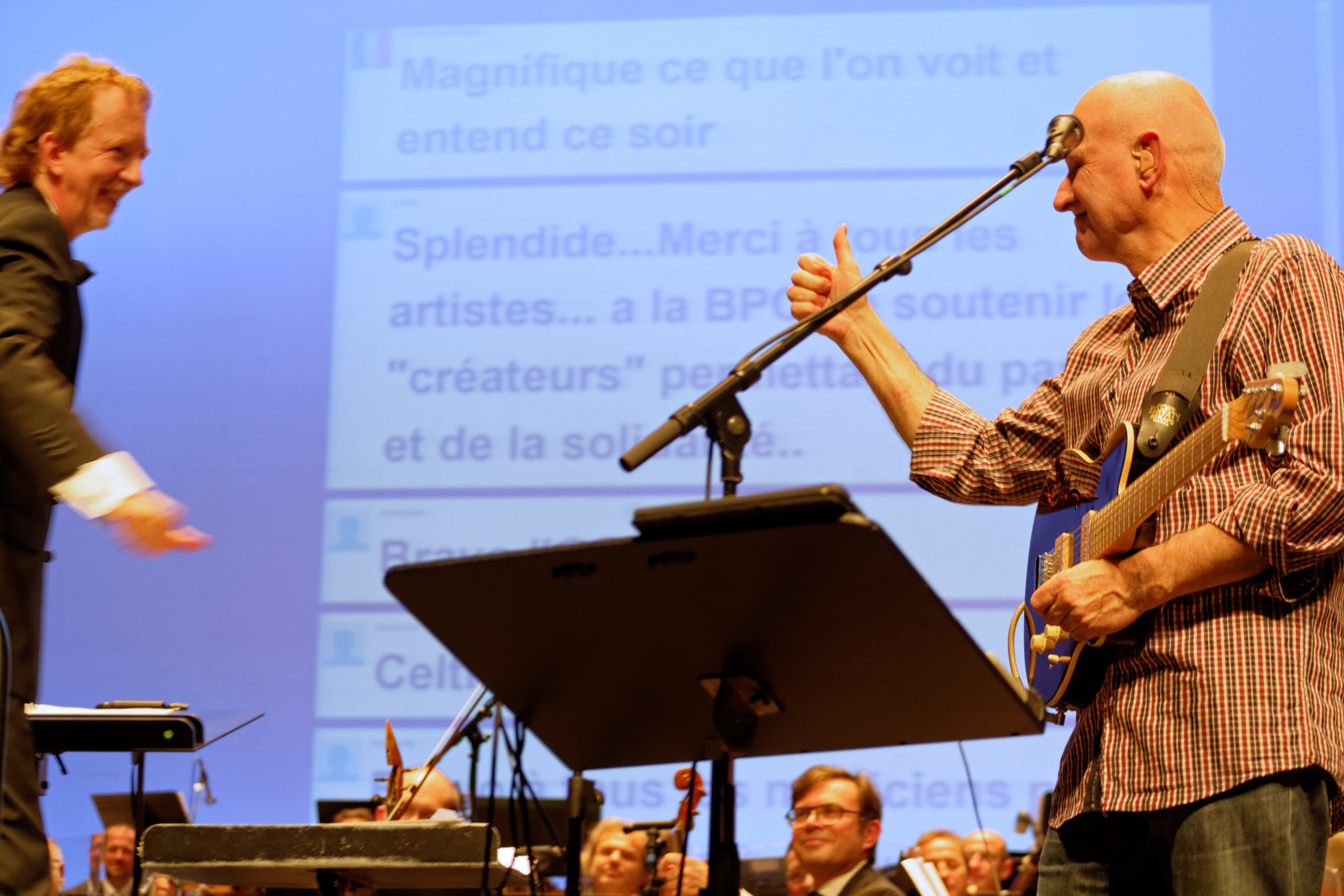
Progetto Taliesin 2015 con Derek Gleeson e Dan Ar Braz
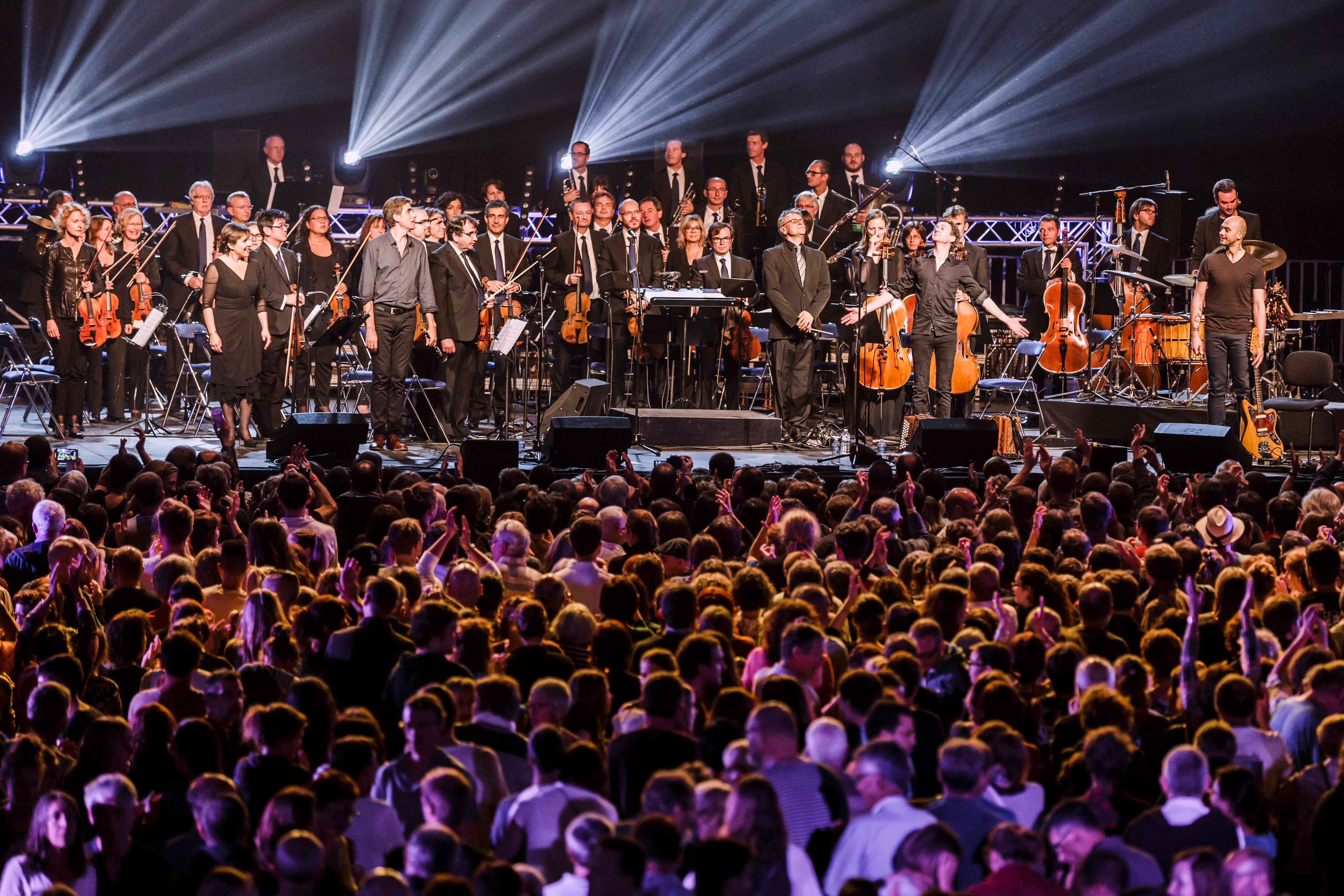
Creazione della fest-noz al festival Yaouank 2016 con Hamon Martin Quintet
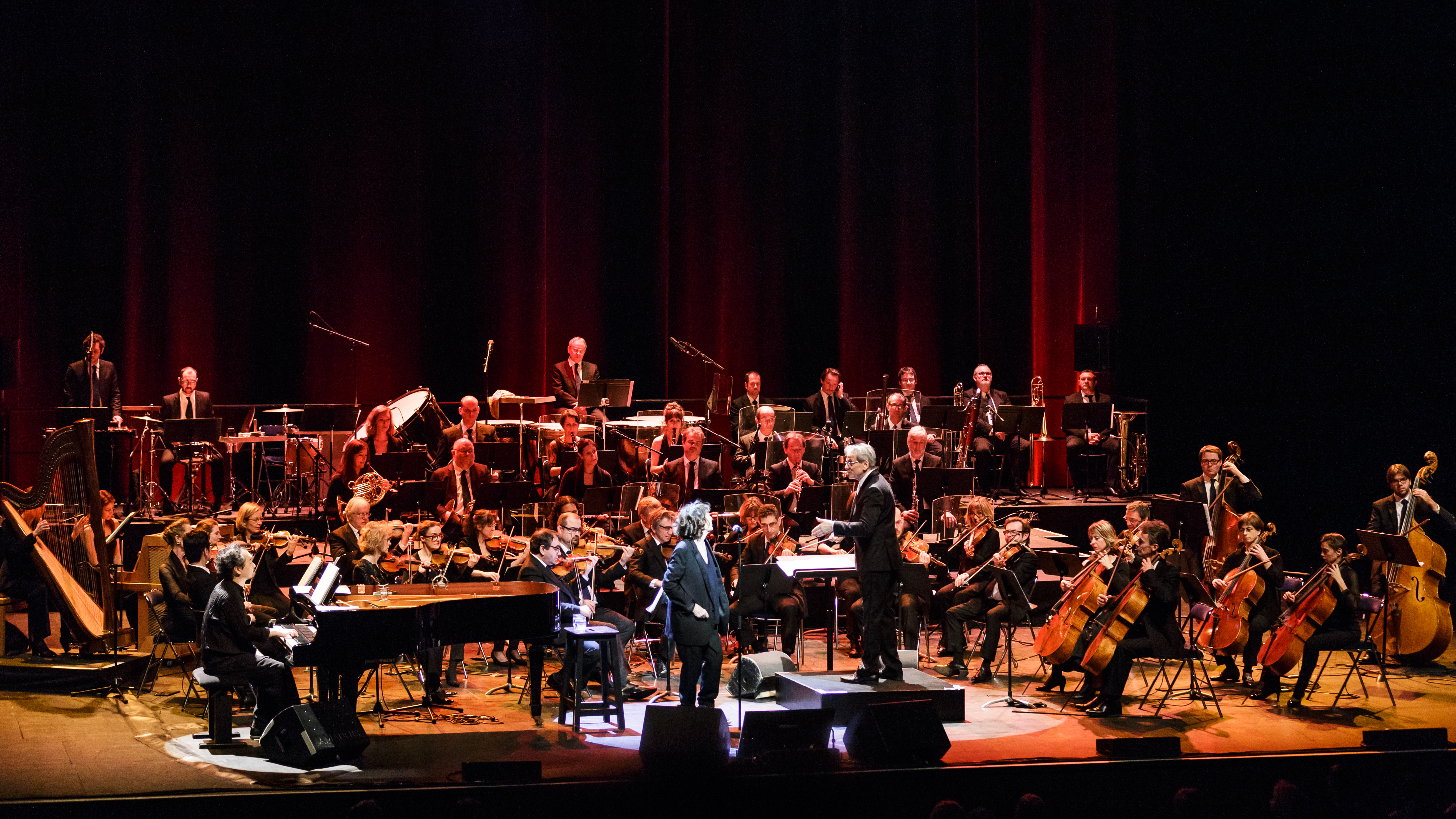
Gainsbourg Symphonique con Jane Birkin nel 2017

## Discografia
- Beethoven - Concerto per piano n°1 rondo
- Schumann - Concerto per piano allegro affettuoso
- Haydn - Concerto per violoncello Moderato
- Ropartz - Pecheur d’Islande les danses
- Tanguy - Portraits XXI Intrada
- Jean Cras - Mélodies avec orchestre
- Didier Squiban - Symphonie Bretagne
- Didier Squiban - Symphonie Iroise
- Serge Prokofiev - Pierino e il lupo
- Mozart - Concerti n°9 e 20
- Louise Farrenc - l'integrale delle sinfonie (3 sinfonie)

## Filmografia
- Una barca in giardino (Slocum et moi), regia di Jean-François Laguionie (2024)